# Oriental Land
Oriental Land (东方绿舟; Pinyin: Dōngfāng Lǜzhōu) is een station van de metro van Shanghai in het district Qingpu. Het station wordt bediend door lijn 17. Het station werd in gebruik genomen op 30 december 2017.
Het bovengronds station met een eilandperron tussen de twee sporen op spoorbeddingviaduct ligt aan de kruising van Huqingping Highway en Xuejian Road in het westen van Qingpu. Het metrostation is vernoemd naar het nabijgelegen Oriental Land, een groot park met uitzicht op en gelegen aan het Dianshan Lake. De locatie van het station ligt direct aan de overkant van Huqingping Highway vanaf de hoofdingang van het park. Het is momenteel het meest westelijke station in het netwerk van de metro van Shanghai. Het hoogste vervoerstarief dat moet betaald worden op het metronetwerk, 16 yuan, wordt betaald voor een ticket van Oriental Land naar Dishui Lake, zuidoostelijke terminus van lijn 16 in de tip van Pudong.